# مائة ليلة وليلة (كتاب)

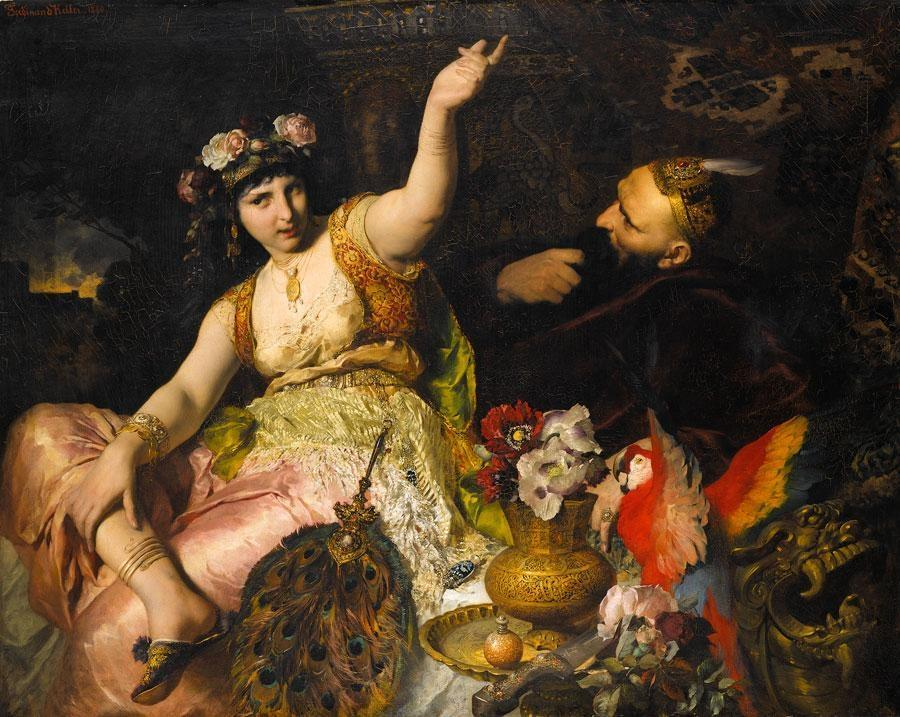
«شهرزاد و شهريار» - فرديناند كيلر، ١٨٨٠ م.

مائة ليلة وليلة هو كتاب أدب عربي، وهو شبيه بكتاب ألف ليلة وليلة، إلا أن قصصه تختلف عن قصص عن «ألف ليلة وليلة»، ولم يصلنا إلى عبر مخطوطات في بلاد المغرب.
تبدأ هذه المجموعة كما تبدأ شقيقتها الأكثر شهرة «ألف ليلة وليلة» بقصة الإطار وهي قصة شهرزاد ابنة الوزير التي تروي حكايات ليلة بعد ليلة في محاولة لصرف الملك شهريار عن قتلها، إلا أن القصص التي تحويها «مائة ليلة وليلة» تختلف بشكل شبه كامل عن قصص «ألف ليلة وليلة».

## تاريخ النشر
بقي هذا الكتاب مخطوطا لقرون عدة، إلى أن اكتشفه المستشرق الفرسني قودفروا ديمومبين، ونشرة لأول مرة بالفرنسية سنة ١٩١١ م.
للكتاب عدد من النسخ الخطية، وهي:
- ٣٦٦٢ عربي، المكتبة الوطنية بباريس.
- ٣٦٦٠ عربي، المكتبة الوطنية بباريس.
- ٣٦٦١ عربي، المكتبة الوطنية بباريس. ويرجح أن هذه النسخ الثلاث قد هُجّرت من عنابة في القرن ١٩ م.[3]
- ٤٥٦٧ المكتبة الوطنية بباريس.
- ١٨٢٦٠ مكتبة حسن حسني عبد الوهاب، بالمكتبة الوطنية التونسية.
- ٥١٣ متحف آقا خان.
- متحف «غروبيوس برلين»، سنة النسخ: ٦٣٢ هـ.[4]

### طبعات الكتاب
- تحقيق شريط أحمد شريط، المكتبة الوطنية الجزائرية، ٢٠٠٥ م.
- تحقيق محمود طرشونة، منشورات الجمل (كولونيا - بغداد)، ٢٠٠٥ م.
- نشرة كلوديا أوت، مع ترجمة ألمانية، ٢٠١٢ م.
- تحقيق بروس فودج، مع ترجمة إنكليزية، المكتبة العربية، ٢٠١٦ م.